# روني مور
روني مور (بالإنجليزية: Ronnie Moore)‏ (29 يناير 1953 بليفربول في المملكة المتحدة - ) هو مدرب كرة قدم ولاعب كرة قدم بريطاني في مركز الهجوم. لعب مع تشارلتون أثلتيك وكارديف سيتي ونادي ترانمير روفرز لكرة القدم ونادي روتشديل ونادي روذرهام يونايتد وشيكاغو ستينغ.

## وصلات خارجية
- روني مور على موقع قاعدة بيانات كرة القدم.إي يو (الإنجليزية)